# Тубас
Тубас (арап. طوباس‎) је мали палестински град у североисточном делу Западне обале, тачније на 21. километру од Наблуса у близини реке Јордан. У граду живи преко 16.000 становника и представља услужни, економски и административни центар истоимене провинције Тубас. Градска површина простире се на 227 хектара, а већина тубасових становника бави се пољопривредом или јавним службама. Општином управља градско веће од 15 чланова а тренутни градоначелник је Џамал Абу Мошин изабран на изборима 2005. године.
Тубас је антички град региона Ханана, препознатљив по свом побуњеничком противљењу против режима краља Авимелеха. Међутим, у данашњем модерном облику појављује се касних 1800-их за време османске владавине палестинском територијом. Основали су га арапска племена из Јорданске долине. Град је убрзо постао центар дистрикта Наблуса. Потпао је под британски мандат над Палестином 1917. и након Арапско-израелског рата град је припојен Јордану, да би га потом 1967. окупирале израелске снаге у шестодневном рату. Палестинска аутономна власт потпуну управу над Тубасом стекла је 1995. године.

## Географија
Тубас се налази у побрђу Самарије у северном делу Западне обале на надморској висини од 362 метра. Већи део Провинције Тубас лежи у долини реке Јордан, на југу. Године 1945. Тубас је заједно са суседним Бардалом и Кардалом обухватао површину од 313.123 дунама, од чега је 220.594 било у арапском власништву, а остатак у јавном. Од 2005. године територија града има површину од 295123 дунама, од чега је 150.000 пољопривредно земљиште, 180.000 је конфисковао Израел за потребе војних база и тампон зона.
Тубас је удаљен 32 km североисточно од Наблуса, 3,7 km западно од реке Јордан и 63 km источно од Средоземног мора. Суседна насеља су град Акаба на северу, села Тајасир и Акаба на североистоку, Рас ал-Фар'а на југозападу, палестински избеглички камп Фар'а на југу и село Ал-Бикаија на југоистоку.
Клима је умерена, са топлим и сувим летима и хладним и влажним зимама. Средња годишња температура је 21 C°, а средња влажност ваздуха износи 56%.

## Становништво
У Тубасу је 1922. године живело 3.349 житеља, а према подацима пописа, за време британског мандата број становника се 1931. попео на 4.097. Према подацима које је прикупио Сами Хадави из 1945. у Тубасу и оближњој Бардали становало је 5.530 људи. Девет година касније сам Тубас бројао је 5.880 глава. Међутим током Шестодневног рада 1967. око 1.100 становника напустило је град преселивши се у избеглички камп у Јордану док је 260 емигрирало у исти, чиме је 1981. популација достигла бројку од 5,300. а 260 њих је емигрирало, што је довело до пада популације која је 1981. бројала 5.300 житеља.
Палестински државни завод за статистику је у свом првом попису становника из 1997, објавио да у Тубасу станује 11.760 становника. Процентуално посматрано према полу 50,8% су мушкарци а 49,2% жене. Старосна структура показује да у граду највише има младих, док је старих веома мало. Чак 52,7% становника је испод 20 година. Особе које имају између 20 и 34 година чине 24,7% грађана, 17,7 је оних који су за време пописа имали између 35 и 64 године. Само је 4,9% оних који имају више од 64 година. Такође попис је показао да избеглице чине 6,1 одсто популације.
У последњој пројекцији Завода за статистику из средине 2006. град је бројао 16.087 житеља, што представља повећање од 32,6% у односу на 1997. и 3,2 у односу на 2005. годину.
У самом граду живи више од 1/3 (тачније 33,4%) укупног становништва читаве истоимене провинције.

## Историја

### Библијски период
Име града потиче од хананских речи које у преводу значе „светлећа звезда“. Широм света Тубас је постао познат тек пошто је Едвард Робинсон отац библијске географије проучавајући Стари завет уочио помињање града Тевес. Према Библији, градом је управљао израелски краљ Авимелех из Сихема. Када је Авимелех посетио своју породицу у Сихему, наложио је убиство све своје браће, не би ли једини управљао престолом. Најмлађи брат Јотам успео је да се сакрије и преживи. Авимелех је потом три године био краљ Израела. Сихемљани су се потом побунили против новог краља. Да би угушио побуну и спречио Гала да га збаци са власти, Авимелех је скупио своје присталице и крене у потрагу за Галом. Према предању Авимелех је стигао до Теваса где се улогорио са својим војницима. Када су за то сазнали становници града, склонили су се у градску кулу. Потом су краљ и његова војска покушали да сруше утврђење, али је једна жена са врха куле успела да рани Авимелеха гађајући га жрвњем. Рањени краљ наложио је слуги своме да га убије.
| „                                       | Потом отиде Авимелех на Тевес, и стаде у логор код Тевеса, и узе га. А беше тврда кула усред града, и у њу побегоше сви људи и жене и сви грађани, и затворивши се попеше се на кров од куле. А Авимелех дође до куле и удари на њу, и дође до врата од куле да је запали огњем. Али једна жена баци комад жрвња на главу Авимелеху и разби му главу. А он брже викну момка који му ношаше оружје, и рече му: Извади мач свој и уби ме, да не кажу за ме: Жена га је убила. И прободе га слуга његов, те умре. | ” |
| — Библија, Судија, глава 9, стих 50-541 | |   |

Археолошким ископавањима нађени су остаци гробља и маслинових преса што доказује да је Тубас био насељен за време римске владавине Палестином. Осим библијске приче ништа није познато о граду пре и после побуне.

### Османски период
Током 1596. године, појављује му се име у османским пореским евиденцијама као " Тубас " , у нахији Џабал Сами у околини Наблуса. У њему је боравила популација од 41 домаћинства и 16 нежења, муслиманске вероисповести. Порези су плаћани пшеницом , јечмом, летњим усевима, маслинама, повременим приходима, козама, пчелињацима, и пресама за маслине и грожђе.
Модерни Тубас основан је с краја 1800-их за време османске окупације Палестине кад је група Арапа који припадају клану Дарагмеј - углавном пастира и земљорадника из Јорданске долине - кренула у потрагу за плоднијим земљиштем. Северније поднебље било је плодније, са више извора, али је и имало већу надморску висину са које се пружао поглед на Јорданску долину и оближњу равницу Вади ел-Фара.
Племе Дарагмеј је живео у долини Јордана од 15. века и поред Тубаса, основали су или населили оближње засеоке Кардалу, ел-Фарисију, Хирбет ел-Мелих , Кишду, Јарзу и Рас ел-Фара'у. Убрзо након оснивања Тубаса, Арапи из Наџда, Сирије, Трансјорданије, Хеброна и Наблуса населили су се у области. Током овог периода, Тубас је постао поприште сукоба између кланова Абд ел-Хади и Тукан из Наблуса и претрпео упаде бедуина из области источно од града. Клан Жарар није населио Тубас, али је управљао њиме, јер је смештен у оквиру нахије Машарик ел-Жарар.
Тубас је био једно од највећих села у провинцији Наблус. Већина становника боравила је кућама од блата или шаторима, како би радили на својим удаљеним пољима у долини Јордана и напасали своје стадо оваца и коза. Према путописцу Херберту Риксу, у поређењу са другим градовима његове величине у Самарији, Тубас је био добростојећи и имао је обилне количине дрвне грађе, која је служила за огрев. Тубас је, за разлику од осталих села у округу, зависио од стоке, а не маслина за приходе. Сточни производи укључују сир, разблажени бутер, вунене тепихе, шаторе, ужад и платнене торбе. У 1882. години, мушка школа је основана у граду.
Године 1877, поручник Киченер, члан анкетног тима Фонда за истраживање Палестине, објавио је да је открио арапски натпис на зиду сеоске џамије, који сведочи њену изградњу и посвету. Такође је изјавио да су сељани платили мито од 100 фунти у злату паши у Наблусу да би избегли да њихова омладина буде регрутована у турску војску која води борбе у Криму. Он је истакао да су вероватно морали да понове плаћање.
Фонд за истраживање Палестине навео је да су Самарићани веровали да се гроб Ашера , познат локално као Наби Тота ("добар пророк ") налази у Тубас. Гробница је служила као светилиште у локалној муслиманској традицији. 

## Привреда
Економско стање Тубаса у периоду између 1993. и 1999. било је просперитетније. Међутим од почетка Ал-Акса Интифаде септембра 2000. приходи града стално опадају. Само у 2001. губици су били око 40 одсто. Пре почетка сукоба просечна породица зарађивала је 2.500 израелских шекела, док данас зарађује око 1500. Један од разлога смањења прихода је и одузимање пољопривредног земљишта унутар града и парцела којима сада управља влада или су места честих насиља у сукоба. 
Према Палестинском централном заводу за статистику 1999. године 52 одсто становника било је радних година (од 15 до 65). Чак 48 одсто запослених биле су жене. Велики проценат незапослености који је 1999. износио 20 одсто нагло је повећан 2000. године када готово 70 одсто становника није радило. Процењује се да око 35 одсто радне снаге радило у Израелу..
Тренутно пољопривреда представља 60 одсто радне економске активности Тубаса. Јавне услуге запошљавају 17 процента запослених, трговина 10 одсто док се око 5 процента њих ради у грађевинарству и индустрији. У граду постоји око 240 продавница, 70 сервисних институција и око 30 малих предузећа.

### Пољопривреда
Главна привредна грана Тубаса јесте пољопривреда. Укупно 150.000 дунума је обрадива површина од којих се 124.450 налази под шумама и 10.604 под пољопривредним културама. Иако је земљиште плодно, недостатак воде за заливање знатно смањује количине усева. Једини извор који се користи налази се у близини Фара. О заступљености пољопривреде говори и чињеница да је 40 одсто града обрадива површина.
Око 49 одсто обрађене површине засађено је ратарским културама док се под воћњацима налази 40 процената. Поврће је засађено на 11 одсто дунума.
Сточарство је слабије заступљено. Према подацима из 2005. у граду је било 6.670 оваца, 96 говеда и 880 коза. Такође је гајено 126.500 јестивих птица.

## Образовање
Током 2004. и 2005. године у Тубасу је било 4.942 ученика који су похађали једну од девет школа; четири за мушкарце, три за жене и пет мешовитих. Наставу је држао 191 наставник. Осим тога у граду постоји шест предшколских институција коју је похађало 620 малишана. Током 1997. године, стопа писмености била је 14 одсто. Највише необразованих је међу женама. Чак 78,3 процента жена у Тубасу није завршило основно образовање.
Од писменог становништва, 25.7 одсто је оних који имају само основно образовање. 23.3 одсто њих је похађало предшколско док 22.1 одсто ученика има диплому средњих или високих школа.
Јерусалимски универзитет има свој кампус и у Тубасу у којем ради 90 професора и 24 осталих радника. Кампус је 2006. похађало 1.789 студената.

## Политика
Тубас је „мухфаза“ односно седиште Провинције Тубас. 
Градом управља Општинско веће које је установљено још 1953. године када је Јордан који је у то време управљао Западном обалом, дозволио њено оснивање. Савет Већа чини 15 чланова, укључујићи и градоначелника града. Представништво управе налази се у самом центру града, где поред чланова савета ради још шездесеторо запослених, махом мушкараца. Под надлежностима општине су цивилна управа, урбанизам и развој, друштвени развој, дистрибуција социјалних услуга, издавање дозволе за изградњу и одржавање и управљање инфраструктуром (вода, струја и чврсти отпад).
Садашњи градоначелник је Џемал Абу Мошин који је наследио свог претходника Аукаба Дарагмеја, победивши на палестинским општинским изборима из 2005. И поред чињенице да је Тубас једно од упоришта Фатаха, сви чланови градске управе изабрани су са независне листе. Занимљив је податак да су и две жене освојиле мандате на изборима.
| Број | Листа     | Кандидат              |
| ---- | --------- | --------------------- |
| 1    | Независна | Џемал Абу Мошин       |
| 2    | Независна | Ахмад ел-Масаид       |
| 3    | Независна | Џамел Дбабат          |
| 4    | Независна | Халид Савафта         |
| 5    | Независна | Муџахид Савафта       |
| 6    | Независна | Ахмад Мсламани        |
| 7    | Независна | Изат Халил Савафта    |
| 8    | Независна | Зајад Савафта         |
| 9    | Независна | Иман Абдулах Дарагмеј |
| 10   | Независна | Маџли Џамил Савафта   |
| 11   | Независна | Ахмад Дабабат         |
| 12   | Независна | Хасан Абу ал-Аилах    |

## Инфраструктура
Тубас поседује шест џамија. Најзначајније су џамија Абд ел-Рахман, џамија ел-Тавлед, џамија Омар ибн ал-Хатаб и џамија Шехид. У северном делу града постоји и православна црква. Основала ју је грчка православна заједница 1976. Црква има обданиште, библиотеку, канцеларију и салу за обреде.
Будући да је Тубас економски и административни центар истоимене провинције, град је главни пружалац услуга околним насељима. Поред седишта владе, у граду се налази 21 канцеларија у којој су смештени представници министарства рада, социјалне политике, пољопривреде као и ватрогасне и полицијске службе.
Око 60 одсто становника има телефонске прикључке, а отприлике 90 процената прикључено је на водоводни систем. Општина управља свим воденим ресурсима у граду и око њега. У водени посед спада и извор надомак избегличког кампа Фара, чија се вода користи за потребе домаћинства. Град поседује резерве воде капацитета 900 кубних метара. Вода из резерве се користи углавном у летњем периоду за потребе урбаних градских четврти и то једном недељно.
Од 1963. до 1997. општинске власти имале су генераторе за производњу струје, чиме су се подмиривале потребе за електричном енергијом. Од 1997. струју пружа Мрежа електро-привреде Тубас, чији је добављач Израелска електрокорпорације. У том периоду 99 одсто становника имало је и електричне прикључке.
У Тубасу не постоји канализациона мрежа, те свако домаћинство има септичке јаме или импровизоване одводе отпадних вода које штете подземним водама.

### Саобраћај
Аутобуске и такси службе су главна превозна средства Тубаса. Град има око 10.000 m асфалтираног пута, исто толико полуасфалтираног или пропалог пута и око 25.000 m неасфалтиране цесте. Тубасом пролази магистрална траса 588 која повезује Рамалу и Наблус (ауто-пут 60) и мреже североисточних путева који пролазе кроз села Азмут, ел-Бадан и Рас ел-Фара'а. Веза са Јорданом успоставља се ауто-путем 57 који пролази само кроз јужни део града.

### Здравствена заштита
Град садржи пет здравствених центара, међу којима је и центар палестинског Црвеног полумесеца. Међутим Тубас, али и цела регија нема ни једну болницу. Болесници морају да путују у Наблус, а превозом пацијента баве се и две градске амбуланте за хитне случајеве. Постоје четири клинике од којих две воде невладине организације, једна је под управом Палестинске аутономне власти и једна клиника је приватна.
Слаба економска развијеност приметна је и на здравственом систему. Здравственим установама фали модерна опрема и професионални радници. И поред тога по граду је распрострањено десет апотека.